# Rocket Ride
Rocket Ride è il settimo album della power metal band tedesca Edguy. È uscito il 20 gennaio 2006.
Con questo album, gli Edguy si allontanano dal power metal, avvicinandosi ad un suono tipicamente hard rock (un esempio perfetto potrebbe essere la canzone Fucking with Fire). Non mancano comunque le linee melodiche, come ad esempio in Sacrifice o nella ballata Save me.

## Tracce
1. Sacrifice - 8:01
2. Rocket Ride - 4:47
3. Wasted Time - 5:48
4. Matrix - 4:09
5. Return to the Tribe - 6:06
6. The Asylum - 7:38
7. Save Me - 3:47
8. Catch of the Century - 4:03
9. Out of Vogue - 4:36
10. Superheroes - 3:19
11. Trinidad - 3:28
12. Fucking With Fire - 4:22
13. Land of The Miracle (live in Brazil) - 5:49 (bonus track edizione limitata)
14. Reach Out - 4:05 (bonus track edizione giapponese)
15. Lavatory Love Machine (versione acustica) - 4:37 (bonus track edizione giapponese)

## Formazione
- Tobias Sammet - voce e tastiera
- Jens Ludwig - chitarra solista
- Dirk Sauer - chitarra ritmica
- Tobias Exxel - basso
- Felix Bohnke - batteria